# Связь на железнодорожном транспорте
На сети РЖД применяются следующие виды проводной связи:
- поездная диспетчерская — для переговоров поездного диспетчера с дежурными по станциям, входящих в его диспетчерский круг
- поездная межстанционная — для переговоров дежурных двух соседних раздельных пунктов
- постанционная — для служебных переговоров работников станций между собой и передачи телеграмм на линейные станции в пределах отделения дороги
- линейно-путевая — для переговоров работников дистанции пути
- магистральная — для связи РЖД с управлениями дороги и дорог между собой
- дорожная — для служебной связи между управлением дороги и отделениями, крупными станциями, депо и между собой
- информационная — для передачи на сортировочную станцию сведений о подходе поездов
- энергодиспетчерская — для связи энергодиспетчера с тяговыми подстанциями и дежурными по станциям участка.
- станционная двухсторонняя парковая связь — предназначена для оповещения и переговоров между работниками железнодорожной станции посредством стационарных микрофонных колонок, динамиков и иных стационарных устройств.

Кроме проводной связи, на железных дорогах используется также радиосвязь:
- станционная — для обеспечения двухсторонней связи при ведении служебных переговоров между работниками на железнодорожной станции посредством радиопереговорных устройств;
- поездная — для переговоров машинистов локомотивов, находящихся на участке с дежурными по станциям и поездным диспетчером.
- маневровая — для ведения местных переговоров машинистов локомотивов, технических работников, обслуживающих станцию или узел.

Линии связи разделяются по значению на три класса:
- I — связывают РЖД с управлениями дорог, а также последние между собой
- II — обеспечивают связь между управлением и отделениями железной дороги, а также между отделениями
- III — предназначены для организации местной и внутриотделенческой связи

В 1990-х гг. железнодорожная инфраструктура связи стала основой для создания национального оператора высокоскоростной цифровой связи «Транстелеком».

## Оперативно-технологическая связь
Понятие оперативно-технологической связи взяло свое начало в железнодорожной отрасли.
Именно на участках дорог в пределах отделений изначально было необходимо наличие оперативной связи с машинистом поезда и диспетчерами вокзалов и станций для осуществления регулировки движения поездов и эксплуатации технических устройств железнодорожного транспорта.
На сегодняшний день оперативно-технологическая связь применяется и для обеспечения работы персонала и технических устройств, а также для эксплуатации и ремонта технических сооружений производственных объектов, горнорудной промышленности, мест добычи нефти и газа, транспортных узлов и спортивных комплексов.

### Организация сети
К сетям оперативно-технологической связи предъявляются следующие условия:
- Надежность
- минимальные материальные затраты
- быстрое и безошибочное установление соединений между любыми абонентами
- простота конструкции сетей
- гибкость сети

Сеть оперативно-технологической связи организуется по радиальному принципу. Центром коммуникационной системы является коммутатор, к которому подсоединено оконечное абонентское оборудование: (диспетчерские пульты, переговорные устройства, громкоговорители и т. д.)

### Преимущества применения
Оперативно-технологическая связь позволяет:
- минимизировать последствия аварии или вовсе ее предотвратить, уменьшить или избежать человеческих жертв и травматизма;
- обеспечить доступность связи для каждого работника, находящегося на объекте. Это позволит увеличить контроль над технологическими процессами и, соответственно, уменьшит погрешность производства;
- обеспечить руководству оперативное управление персоналом.